# 北元护城楼
北元护城楼，位于中华人民共和国山西省忻州市河曲县文笔镇北元村，已列为山西省文物保护单位。

## 保护
2016年6月6日，北元护城楼由山西省人民政府公布为第五批山西省文物保护单位，编号5-52。